# Josip Stanišić
Josip Stanišić (ur. 2 kwietnia 2000 w Monachium) – chorwacko-niemiecki piłkarz, występujący na pozycji obrońcy w niemieckim klubie Bayern Monachium oraz w reprezentacji Chorwacji. Brązowy medalista Mistrzostw Świata 2022. Uczestnik Mistrzostw Europy 2024. Były młodzieżowy reprezentant Chorwacji i Niemiec.

## Statystyki

### Klubowe
(aktualne na 4 marca 2023)
| Klub                | Sezon              | Liga               | Liga  | Liga   | Liga   | Puchar Niemiec | Puchar Niemiec | Puchar Niemiec | Liga Mistrzów UEFA | Liga Mistrzów UEFA | Liga Mistrzów UEFA | Superpuchar Niemiec | Superpuchar Niemiec | Superpuchar Niemiec | Ogólnie | Ogólnie | Ogólnie |
| Klub                | Sezon              | Liga               | Mecze | Bramki | Asysty | Mecze          | Bramki         | Asysty         | Mecze              | Bramki             | Asysty             | Mecze               | Bramki              | Asysty              | Mecze   | Bramki  | Asysty  |
| ------------------- | ------------------ | ------------------ | ----- | ------ | ------ | -------------- | -------------- | -------------- | ------------------ | ------------------ | ------------------ | ------------------- | ------------------- | ------------------- | ------- | ------- | ------- |
| Bayern Monachium II | 2019/2020          | 3. Fußball-Liga    | 18    | 0      | 1      | –              | –              | –              | –                  | –                  | –                  | –                   | –                   | –                   | 18      | 0       | 1       |
| Bayern Monachium II | 2020/2021          | 3. Fußball-Liga    | 24    | 0      | 1      | –              | –              | –              | –                  | –                  | –                  | –                   | –                   | –                   | 24      | 0       | 1       |
| Bayern Monachium II | Ogólnie            | Ogólnie            | 42    | 0      | 2      | 0              | 0              | 0              | 0                  | 0                  | 0                  | 0                   | 0                   | 0                   | 42      | 0       | 2       |
| Bayern Monachium    | 2020/2021          | Bundesliga         | 1     | 0      | 0      | –              | –              | –              | –                  | –                  | –                  | –                   | –                   | –                   | 1       | 0       | 0       |
| Bayern Monachium    | 2021/2022          | Bundesliga         | 13    | 1      | 0      | 1              | 0              | 0              | 2                  | 0                  | 1                  | 1                   | 0                   | 0                   | 17      | 1       | 1       |
| Bayern Monachium    | 2022/2023          | Bundesliga         | 10    | 0      | 0      | 1              | 0              | 0              | 6                  | 0                  | 0                  | 0                   | 0                   | 0                   | 17      | 0       | 0       |
| Bayern Monachium    | Ogólnie            | Ogólnie            | 24    | 1      | 0      | 2              | 0              | 0              | 8                  | 0                  | 1                  | 1                   | 0                   | 0                   | 35      | 1       | 1       |
| Ogólnie w karierze  | Ogólnie w karierze | Ogólnie w karierze | 66    | 1      | 2      | 2              | 0              | 0              | 8                  | 0                  | 1                  | 1                   | 0                   | 0                   | 77      | 1       | 3       |

### Reprezentacyjne
(aktualne na 17 grudnia 2022)
| Reprezentacja  | Rok     | Mecze | Bramki | Asysty |
| -------------- | ------- | ----- | ------ | ------ |
| Niemcy U-19    |         |       |        |        |
| 2018           | 2       | 0     | 0      |        |
| Ogólnie        | Ogólnie | 2     | 0      | 0      |
| Chorwacja U-21 |         |       |        |        |
| 2022           | 3       | 0     | 0      |        |
| Ogólnie        | Ogólnie | 3     | 0      | 0      |
| Chorwacja      |         |       |        |        |
| 2021           | 3       | 0     | 0      |        |
| 2022           | 5       | 0     | 0      |        |
| Ogólnie        | Ogólnie | 8     | 0      | 0      |

| Mecze i gole w reprezentacji | Mecze i gole w reprezentacji | Mecze i gole w reprezentacji | Mecze i gole w reprezentacji | Mecze i gole w reprezentacji | Mecze i gole w reprezentacji | Mecze i gole w reprezentacji |
| Niemcy U-19                  | Niemcy U-19                  | Niemcy U-19                  | Niemcy U-19                  | Niemcy U-19                  | Niemcy U-19                  | Niemcy U-19                  |
| Lp.                          | Data                         | Miejsce                      | Przeciwnik                   | Gol                          | Wynik                        | Rozgrywki                    |
| ---------------------------- | ---------------------------- | ---------------------------- | ---------------------------- | ---------------------------- | ---------------------------- | ---------------------------- |
| 1.                           | 17.11.2018                   | Erywań, Armenia              | Holandia U-19                |                              | 0:1                          | towarzyski                   |
| 2.                           | 19.11.2018                   | Erywań, Armenia              | Armenia U-19                 |                              | 7:0                          | towarzyski                   |

## Sukcesy

### Bayern Monachium II
- Mistrzostwo 3. Fußball-Liga: 2019/2020

### Bayern Monachium
- Mistrzostwo Niemiec: 2020/2021, 2021/2022
- Superpuchar Niemiec: 2021, 2022, 2025

### Chorwacja
Mistrzostwa świata
- 3. miejsce: 2022